# Jorge Lacerda
Jorge Lacerda (Paranaguá, 20 de outubro de 1914 – São José dos Pinhais, 16 de junho de 1958) foi um político brasileiro. Foi governador de Santa Catarina, de 1956 a 1958.
Estudou medicina na Universidade Federal do Paraná. Também cursou direito na Faculdade de Niterói, antes de entrar definitivamente para a política, sendo duas vezes deputado federal.
Faleceu em um acidente aéreo, aos 43 anos de idade. No mesmo desastre também morreram Nereu Ramos e Leoberto Leal.

## Biografia
Filho de imigrantes gregos, Komninos Giorgis Lakierdis e Anastácia Joanides Lakierdis, da Ilha de Kastelorizon, Jorge Lacerda nasceu em Paranaguá, em 1 de agosto de 1915. Iniciou seus estudos primários na Escola Paroquial de Paranaguá, em 1922. Cinco anos mais tarde, em 1927, fez o ginasial no Colégio Catarinense, em Florianópolis. Em 1932, ingressou na Sociedade de Estudos Políticos (SEP) e posteriormente na Ação Integralista Brasileira, onde ele conheceu os intelectuais da época: Plínio Salgado, San Thiago Dantas e Augusto Frederico Schmidt. Tornou-se um influente líder integralista no Sul do Brasil.
Segundo o pesquisador Luiz Gustavo de Oliveira: "O fascínio gerado em Jorge Lacerda pelo movimento integralista do chefe nacional Plínio Salgado tem ligação com distintas motivações, desde afinidades ideológicas até como uma possibilidade ao jovem militante de aparecer no cenário político estadual e nacional. Pelo fato de Jorge Lacerda, pertencer a uma classe média com pouco prestígio na Primeira República, em Santa Catarina, o estudante de Medicina visualizou nesta oportunidade, o espaço político que poderia adquirir atuando pela Ação Integralista Brasileira. Os discursos de ordem, de defesa do nacionalismo e das raízes culturais, proporcionavam temas ideais para o jovem Jorge Lacerda, além de poder expressar em forma de textos e de sua oratória apurada, suas posturas políticas. Assim, o movimento integralista tornou-se um espaço em que poderia destilar seu pensamento político e desenvolver novas relações sociais".
Jorge Lacerda formou-se em medicina em 1937, pela Faculdade de Medicina do Paraná. Em seguida, mudou-se para o Rio de Janeiro, onde viveu por muitos anos. Em 1940, na Capital da República, trabalhou no jornal “A Manhã”, sendo assessor do diretor Cassiano Ricardo.
Casou-se com D. Kyrana Atherino, também de ascendência grega, em 1942, nascendo duas filhas: Irene e Zoê. Nove anos depois nasceria Cristina. Na época, era médico do antigo Serviço de Assistência aos Menores (SANDU). Em 1945, foi candidato a deputado federal por Santa Catarina, pelo Partido de Representação Popular (PRP), a antiga Ação Integralista Brasileira. Teve boa votação, mas não se elegeu por não ter a legenda partidária necessária.
No jornal “A Manhã”, fundou e assumiu a direção do Suplemento “Letras e Artes”, em 1946. Tinha como colaboradores escritores e artistas de renome nacional: Carlos Drummond de Andrade, Manuel Bandeira, Rachel de Queiroz, João Condé, Louis Wiznitzer, Brito Broca, Lêdo Ivo, Lygia Fagundes Telles, Dinah Silveira de Queiroz, José Lins do Rego, Santa Rosa. Este seria uma adaptação do antigo Suplemento “Autores e Livros”, de Múcio Leão, pertencente à Academia Brasileira de Letras. Agora o Suplemento enfocaria todos os tipos de artes, não só a literatura, mas também o cinema, o teatro, a pintura, a filosofia. Jorge Lacerda dirigia um espaço que não distinguia a concepção política. Quando a pessoa realmente tinha uma vocação artística, ela era divulgada. Não importando se era comunista, como no caso de Portinari, ou da situação (governo do General Dutra). Além do enfoque nos acontecimentos culturais, havia, ainda, um espaço para os novos escritores divulgarem os seus trabalhos. Com uma nova edição jornalística e abrangendo todas as classes de artistas, o Suplemento “Letras e Artes” representou um marco importante na literatura brasileira.
Jorge Lacerda foi assessor do Ministro da Justiça Adroaldo Mesquita da Costa em 1948. Numa época em que o país vivia o período do pós-guerra contra a Alemanha, Jorge ajudou os imigrantes e empresários catarinenses do Vale do Itajaí. Bacharelou-se pela Faculdade de Direito de Niterói em 1949. Em 1950, elegeu-se deputado federal pelo PRP, na 39ª legislatura (1951 — 1955), agora em coligação com a União Democrática Nacional (UDN). Conseguiu a reeleição em 1954 para a 40ª legislatura (1955 — 1959). Jorge viajava com frequência para o interior de Santa Catarina, para ouvir a população mais distante da Capital. E incentivava a montagem de maquinários de hospitais em cidades distantes dos grandes centros urbanos: Itapiranga, Ituporanga e Caçador.

### Principais trabalhos na Câmara Federal
1. Plano do Carvão Nacional (verba para a extração do carvão e incentivo aos mineradores);
2. Discurso da Dragas (reforma dos portos brasileiros). Os portos eram abandonados e sem a devida importância para o escoamento da produção;
3. Projeto de verba para a construção do Museu de Arte Moderna do Rio de Janeiro (MAM). Antes, o Museu funcionava em prédio anexo ao prédio da imprensa municipal.

### Governador de Santa Catarina
Jorge Lacerda foi eleito para o governo de Santa Catarina, pelo PRP, novamente em coligação com a UDN, em 31 de janeiro de 1956.
Suas principais obras foram:
1. Criação da Sociedade Termelétrica de Capivari (Sotelca), em 1957, usina termelétrica que garantiria a independência energética do Estado. Sendo, depois, a usina geradora da Eletrosul. Hoje, o nome da usina é Termelétrica Jorge Lacerda, e com a administração da empresa Tractebel Suez. É a maior termelétrica da América Latina, com uma capacidade de produção de 854 MW de energia;
2. Construção de 48 escolas no Estado, incluindo o Instituto Estadual de Educação, atualmente com 7.000 alunos. São iniciadas as bases para a construção da Universidade Federal de Santa Catarina e, ainda, a criação e denominação da Faculdade de Engenharia de Joinville (FEJ);
3. Construção de 50 pontes e 10 estradas, como a conclusão da primeira estrada asfaltada estadual, ligando Blumenau a Itajaí e reforma da estrada D. Francisca, que liga a BR-101 a São Bento do Sul;
4. Construção do Fórum de Tubarão, da Coletoria de Joaçaba e do Edifício das Diretorias em Florianópolis;
5. Construção de diversas obras isoladas: 4 delegacias de polícia, 7 postos de saúde, instalações da Maternidade Carmela Dutra, uma usina emergencial de energia, uma subestação transformadora, um posto de puericultura, uma residência e 4 prédios para o DER.

Foi um precursor das audiências públicas, recebendo filas que dobravam quarteirões no palácio todas as quintas-feiras.
O seu governo é marcado por uma reestruturação em termos gerais da administração. Quando recebeu o governo das mãos do ex-governador Irineu Bornhausen, o saldo na balança financeira estadual era positivo. Fato que continua até o final de seu governo e do vice-governador Heriberto Hülse, o qual tomaria posse no seu cargo, logo após o seu falecimento.
O Estado de Santa Catarina entrou em acordo com Rio Grande do Sul, Paraná, e São Paulo, através dos governadores Moisés Lupion, Ildo Meneghetti e Jânio Quadros, para agilizar o tráfego e aquisição dos produtos advindos de seus Estados. Com o governador Ildo Meneghetti, iniciou-se um estudo para o aproveitamento da bacia hidrográfica do rio Uruguai.
Todos os municípios recebiam pontualmente os 5%, na distribuição das verbas estaduais, como constante no artigo 5º da Constituição Federal. Na época, São Paulo era um dos únicos Estados brasileiros a honrar este compromisso, e pagando apenas 4% da cota.
Aconteceu no Governo Lacerda o maior aumento do funcionalismo público estadual, com 70% dos seus vencimentos.
Jorge Lacerda mostrou, em 31 de janeiro de 1958, ao completar 2 anos de governo, as realizações de sua administração no Teatro Álvaro de Carvalho, em Florianópolis, com exposições de fotos das obras em execução em todo o Estado.
Na área cultural houve um incentivo a todas as classes de artistas, tendo sido realizada a criação da Secretaria da Cultura. Jorge Lacerda foi chamado por Moacir Pereira de "o político que mais prestigiou a literatura". Viajou para São Paulo, onde financiou a apresentação da Ópera Anita Garibaldi, do maestro Heinz Geyer, no Teatro Municipal de São Paulo. No cinema, teve-se o apoio do governo para a gravação do primeiro longa-metragem catarinense: “O Preço da Ilusão”, de Armando Carreirão e Salim Miguel. Os dois também faziam parte do Grupo Sul e lançaram, com a ajuda do governo, a Revista Litoral. É nesse governo que aconteceu a reforma do Museu de Arte de Santa Catarina, do qual Lacerda foi o segundo maior doador de quadros.
Em 18 de abril de 1958, determinou a construção da nova Biblioteca Pública Estadual de Florianópolis, com Centro de Pesquisas, no pátio do Palácio Cruz e Souza. O projeto foi elaborado no Rio de Janeiro, pelos arquitetos Oscar Niemeyer Filho e Flávio de Aquino. Este fato não fora concretizado, entre tantos outros, como a usina siderúrgica de Laguna, devido à morte prematura do governador.
No mesmo Governo, foi feito o primeiro Levantamento Aerofográfico de Santa Catarina, para auxiliar na expansão das estradas e nos estudos das bacias hidrográficas.
Ainda nesse período, Santa Catarina colaborou com a madeira e com provimentos alimentícios para a construção de Brasília, a nova Capital Federal.

## Morte
No dia 15 de junho de 1958, a convenção do Partido Social Democrático (PSD), da oposição ao Governo Jorge Lacerda, em Florianópolis escolheu Carlos Gomes de Oliveira para candidato ao Senado. Antes disso, eles teriam escolhido Plínio Salgado, presidente do PRP. Jorge Lacerda mostrou-se surpreso, pois saberia desta opção: isto é, o candidato ao Senado da chapa de oposição à sua sendo o presidente do seu partido. Jorge deveu muito sua eleição a Irineu, que seria o candidato da UDN ao Senado.
Assim, Jorge resolveu viajar no dia seguinte, em 16 de junho, na segunda-feira, para São Paulo e conversar com Plínio a respeito da convenção do PSD. Nessa viagem, Jorge também iria conversar com o prefeito de São Paulo, Jânio Quadros, sobre questões políticas. Regressaria na próxima quarta-feira, acompanhando o presidente Juscelino Kubitschek, que iria a Santa Catarina assinar em Criciúma as bases da construção de uma usina siderúrgica na cidade de Laguna.
Aconteceu, então, o fatídico acidente envolvendo as três maiores figuras políticas do cenário catarinense.
Jorge Lacerda morreu aos 43 anos em acidente de avião em Curitiba, juntamente com o ex-presidente e senador Nereu Ramos e o deputado federal Leoberto Leal, em 16 de junho de 1958. Foi sepultado no Cemitério São Francisco de Assis (Florianópolis).
Hoje são encontradas no Estado diversas homenagens a Jorge Lacerda, incluindo a Termelétrica de Capivari, rodovias como a SC-412 (que liga Blumenau a Itajaí), praças, escolas, e até mesmo um município com o nome de Lacerdópolis.